# 1720 в Україні

## Пам'ятні дати та ювілеї
- 800 років з часу (920 рік):
  - першої сутички руських військ із печенігами.
- 775 років з часу (945 рік):
  - повстання деревлян, які стратили князя Ігоря.
  - початку правління княгині Ольги, дружини князя Ігоря.
- 750 років з часу (970 рік):
  - війська Святослава Ігоровича пішли в похід на Константинополь.
- 650 років з часу (1070 рік):
  - першої літописної згадки про Видубицький монастир під Києвом, заснований київським князем Всеволодом Ярославичем.
- 600 років з часу (1120 рік):
- Переяславський князь Ярополк Володимирович провів успішний похід проти половців.
- 550 років з часу (1170 рік):
  - Мстислав Ізяславич вигнав Гліба Юрійовича з Києва, однак незабаром помер, і Гліб Юрійович повернувся на князівство.
- 475 років з часу (1245 рік):
  - битви поблизу міста Ярослав між військами галицько-волинських князів Данила і Василька Романовичів з одного боку і силами угорців, поляків та галицької боярської опозиції з іншого у 1245 році (17 серпня).
  - початку подорожі князя Данила Романовича за ярликом у Золоту Орду.
- 125 років з часу (1595 рік):
  - Козаками взято турецьке місто Синоп, вперше використовуючи при цьому козацькі підводні човни.
- Северин Наливайко із запорожцями ходили до Волощини на поміч Австрії.
- 100 років з часу (1620 рік):
  - відновлення православної ієрархії в Україні, коли Ієрусалимський патріарх Феофан висвятив на православного митрополита Іова Борецького у 1620 році (10 вересня).
  - участь українських козаків у Цецорській битві війська Речі Посполитої з турецько-татарськими військами біля села Цецора поблизу Ясс (17 вересня — 7 жовтня).
- 25 років з часу (1695 рік початку спорудження на замовлення гетьмана Івана Мазепи Вознесенського собору в Переяславі.

### Видатних особистостей

#### Народження
- 500 років з дня народження (1220 рік):
  - Олександр Ярославич (Невський), великий князь Київський (1249—1263 рр.), князь новгородський (1236—1251 рр.), великий князь володимирський (1252—1263 рр.); син Ярослава III Всеволодовича, прийомний син Батия, правнук Юрія Долгорукого; прославився перемогами над шведами у битві на Неві (1240) і лицарями Лівонського ордену (Льодове побоїще, 1242 р.).
- 300 років з дня народження (1420 рік):
  - Семен Олелькович, останній князь Київський (1455—1470 рр.); правнук Великого литовського князя Ольгерда.
- 150 років з дня народження (1570 рік):
  - Памво Беринда, український лексикограф, мовознавець («Лексіконъ славеноросскїй альбо Именъ тлъкованїє», 1627), письменник, друкар.
- 100 років з дня народження (1620 рік):
  - Самойлович Іван, український військовий, політичний і державний діяч, гетьман Війська Запорозького, гетьман Лівобережної України (1672—1687 рр.).
- 50 років з дня народження (1670 рік):
  - Самійло Васильович Величко, український козацький літописець.

#### Смерті
- 550 років з дня смерті (1170 рік):
  - Мстислав Ізяславич (Мстислав II), князь переяславський (1146—1149, 1151—1154 рр.), пересопницький (1155—1156 рр.), волинський (1156—1170 рр.), Великий князь київський (1167—1169, 1170 рр.) з династії Рюриковичів.
- 450 років з дня смерті (1270 рік):
  - Бела IV, король Угорщини і Хорватії (1235—1270 рр.) з династії Арпадів; свекор Данила Галицького.
- 250 років з дня смерті (1470 рік):
  - Семен Олелькович, останній князь Київський, (1455—1470 рр.); правнук Великого литовського князя Ольгерда.
- 125 років з дня смерті (1595 рік):
  - Римша Андрій, український і польський письменник («Хронологія») і перекладач.

## Події
- Указ Петра І про заборону друкувати книжки українською мовою.

## Особи

### Народились
- Борозна Іван Іванович (1720 — після 1784) — генеральний бунчужний (до 1762 року).
- Лаврентій Кордет (1720—1781) — ректор Харківського колегіуму, архімандрит Харківського Покровського монастиря.
- Максуд Ґерай (1720—1780) — кримський хан у 1767—1768 та 1771—1772 рр.
- Михаїл (Миткевич) (1720—1789) — український релігійний діяч на Гетьманщині, країнах Західного Сибіру, Бурятії та Монголії.
- Авраамій Флоринський (1720—1797) — релігійний діяч, ректор Владімірської духовної семінарії на Московщині, викладач, письменник, архімандрит.

## Засновані, зведені
- Кременецький колегіум
- Церква Святої Трійці (Жовква)
- Церква Святої Тройці (Стара Могильниця)
- Поштово-телеграфна контора (будинок Миклашевських)
- Горбачі (Козелецький район)
- Личанка
- Тарасівка (Обухівський район)
- Шуляки (Козелецький район)